# 留正
留正（1129年—1206年），字仲至，泉州永春人，南宋大臣。
为晋江王、清源军节度使留从效的六世孙。绍兴年间，考中进士。初为江阳县尉，历任起居舍人、中书舍人兼侍讲。任权吏部尚书，论大臣不能图恢复之计，而出知绍兴府、赣州、隆兴府。淳熙九年（1182年）出任知成都府兼四川制置使。为官廉政刚直，平定过西羌。十三年（1186年），知枢密院事，又为参知政事同知枢密院事。十六年（1189年），拜右丞相，成为对金国主和派的领袖。绍熙元年（1190年）为左丞相。推荐赵汝愚、黄裳等大臣。
绍熙五年（1194年）六月，宋孝宗驾崩，光宗因病不能执丧，留正等屡请立嘉王为太子，光宗初许之，又出一御批「历事岁久，念欲退闲。」此语不明不白，留正惧而称疾罢政。后得知赵汝愚等人有強迫宋光宗內禪之谋，留正遂逃出临安。
宋宁宗时和韩侂胄不和，1194年八月，罢相。后谪邵州。明年，令自便。給事中謝源明封還錄黃，量移南劍州，再許自便。
復光祿大夫、提舉洞霄宮。上章乞納祿，詔復元官職致仕。又以御史林采言，依舊官光祿大夫致仕,俄復觀文殿學士、金紫光祿大夫。先後受封鄂國公、申國公、衛國公、魯國公、魏國公，卒贈太師，諡忠宣。